# Нейтринное охлаждение
Нейтри́нное охлажде́ние — процесс охлаждения звёздных недр образующимися в них нейтрино, которые свободно уносят энергию из всего объёма ядра, так как звезда прозрачна для нейтрино низких энергий. Скорость такого объёмного нейтринного охлаждения, в отличие от классического поверхностного фотонного охлаждения, не лимитирована процессами переноса энергии из недр звезды к её фотосфере, поэтому такой механизм охлаждения весьма эффективен. Эти процессы чрезвычайно сильно зависят от температуры, начиная с T ≈ 5⋅108 К, нейтринное излучение звезды превышает её фотонное излучение. 
Существует несколько механизмов нейтринного охлаждения, осуществляющихся на различных стадиях эволюции звёзд.

## Рассеяниефотоновнаэлектронах
При высоких температурах и плотностях плазмы (как классической, так и с вырождением её электронной компоненты), характерных для ядер звёзд на поздних стадиях эволюции, возможно рассеяние фотонов на электронах с образованием нейтринно-антинейтринных пар.

## Урка-процесс
Впервые механизм переноса энергии из ядер звёзд излучением нейтрино в 1941 году предложили Гамов и Шёнберг на примере трёхнуклонной системы. При температурах T ≈ 108 К становятся возможными следующие реакции:
{\displaystyle {}^{3}{\text{H}}\to {}^{3}{\text{He}}+e^{-}+{\tilde {\nu }},}
{\displaystyle {}^{3}{\text{He}}+e^{-}\to {}^{3}{\text{H}}+\nu .}
Первая реакция — это распад ядра трития с энерговыделением ~18 кэВ, вторая, обратная реакция, идёт при энергиях электрона выше 18 кэВ. Но, как и в любых реакциях β-распада, как прямых, так и обратных, часть энергии уносится нейтрино, и поэтому любые такие реакции в ядрах звёзд являются термодинамически неравновесными.
В случае нейтронизации вещества ядра звезды, например, при образовании нейтронных звёзд и взрывах сверхновых, то есть низкой концентрации электронов, возможны реакции:
{\displaystyle n+n\to n+p+e^{-}+{\tilde {\nu }},}
{\displaystyle n+p+e^{-}\to n+n+\nu .}
Эти процессы чрезвычайно сильно зависят от температуры, энергопотери {\displaystyle Q\sim T^{6}}, и, начиная уже с T ≈ 5⋅108 К, нейтринное излучение звезды превышает её фотонное излучение.
В дальнейшем однонуклонный процесс (процесс превращения одного нейтрона в протон, электрон и антинейтрино) физики назвали прямым урка-процессом (direct urca, durka или DU) и описали модифицированный урка-процесс (modified urca, murca, MU) — двухнуклонную реакцию с превращеним двух нейтронов в нейтрон, протон, электрон и антинейтрино, а также менее вероятную реакцию превращения двух нейтронов в два нейтрона, нейтрино и антинейтрино.

### Этимология названия
Как пишет Георгий Гамов в своей автобиографической книге, будучи в Рио-де-Жанейро и встретившись со своим студентом Марио Шёнбергом в казино Cassino da Urca, они беседовали о нуклон-нуклонных преобразованиях в плотных звёздах. Шёнберг пошутил, что благодаря этим процессам «энергия исчезает из ядра сверхновой так же стремительно, как исчезают деньги при игре в рулетку», и этот механизм нейтринного охлаждения по предложению Гамова получил название урка-процесс (urca) в честь казино.
В дальнейшем Гамов предложил представить слово urca акронимом с расшифровкой un-recordable cooling agent, но такая расшифровка не получила распространения.

## Процессы с участиемпозитронов
При температурах выше T ≈ 1010 К начинается рождение электрон-позитронных пар и начинают эффективно идти процессы
{\displaystyle e^{+}+n\to p+{\tilde {\nu }}}
и
{\displaystyle e^{+}+e^{-}\to \nu +{\tilde {\nu }}.}
Вероятность аннигиляции электрон-позитронных пар с образованием пар нейтрино-антинейтрино значительно ниже, чем вероятность аннигиляции с образованием пар гамма-квантов, однако последний процесс, в отличие от первого, термодинамически равновесен и не влияет на вероятность аннигиляции с образованием пар нейтрино-антинейтрино. В таких условиях зависимость энергопотерь от температуры ещё выше: {\displaystyle Q\sim T^{9}}.

## Нейтринное охлаждение в эволюции звёзд
На поздних стадиях эволюции звёзд нейтринное охлаждение может играть решающую роль, поскольку при этом достигаются высокие температуры, и нейтрино эффективно отводит энергию из их центральных областей. Нейтринное охлаждение вносит существенный вклад в механизмы таких процессов, как гелиевые вспышки, углеродная детонация, быстрое охлаждение белых карликов и нейтронных звёзд и взрывов сверхновых.